# Stained Glass Reflections
Stained Glass Reflections ist ein Kompilationsalbum des 2012 verstorbenen Musikers Scott McKenzie, welches 2001 auf dem Label Raven erschien.

## Geschichte
Das Album trägt den Untertitel The Antology 1960–1970. Neben seinen Solo-Werken umfasst es auch die Phase, als er noch Teil der Bands The Smoothies und The Journeymen war, die er gemeinsam mit John Phillips gegründet hatte. Die Titelliste ist in vier Abschnitte unterteilt:
The Smothies (1960)
Aus der Zeit mit The Smothies ist das Stück Ride, Ride, Ride vertreten. Es war die B-Seite der Single Lonely Boy And Pretty Girl von 1960.
The Journeymen (1961–1963)
Aus der Zeit mit The Journeymen ist mit River Come Down ein Stück des Albums von 1961 enthalten. Someone To Talk My Troubles To entstammt dem Journeymen-Album New Directions in Folk Music von 1963.
Scott McKenzie (1965–1967)
Von seinen ersten frühen Singles ist das 1965 erschienene Stück Look in your Eyes enthalten. Neben den Hit-Singles San Francisco (Be Sure to Wear Flowers in Your Hair) und Like An Old Time Movie sind auch mehrere Stücke aus dem 1967 erschienenen Album The Voice of Scott McKenzie vertreten. Auch das 1968 erschienene Holy Man ist hier zum ersten Mal digital vertreten.
Stained Glass Morning (1970)
Ferner sind sämtliche Stücke des zweiten Albums Stained Glass Morning enthalten.
Das Booklet enthält eine umfassende Biografie mit reichlich Bildmaterial, faksimilierten Zeitungsausschnitten und geführten Interviews. Im Abspann sind ausführliche Credit-Angaben aufgeführt.

## Titelliste
1. Ride, Ride, Ride – 2:11 (John Phillips) [mit The Smoothies][3]
2. Someone to Talk My Troubles To – 2:48 (John Phillips, Dick Weismann) [mit The Journeymen][4]
3. River, She Comes Down – 2:47 (John Phillips, Dick Weismann, Robert Weismann) [mit The Journeymen][5]
4. Look in Your Eyes – 2:17 (Mike Hurst)[6]
5. No, No, No, No, No – 2:51 (Michael Polnareff, Geoff Stephens)
6. Holy Man – 2:52 (John Phillips)[7]
7. San Francisco (Be Sure to Wear Flowers in Your Hair) – 2:56 (John Phillips)
8. Like an Old Time Movie – 3:15 (John Phillips)
9. Celeste – 3:30 (Donovan Leitch)
10. It’s Not Time Now – 2:45 (John Sebastian, Zal Yanovsky)
11. Don’t Make Promises – 3:50 (Tim Hardin)
12. Reasons to Believe – 2:20 (Tim Hardin)
13. What’s the Difference, Chapter 1 – 2:18 (Scott McKenzie)[8]
14. Look in the Mirror – 3:37 (Scott McKenzie)
15. Yves – 4:35 (Scott McKenzie)
16. Crazy Man – 4:18 (Scott McKenzie)
17. 1969 – 3:00 (Scott McKenzie)
18. Dear Sister – 5:19 (Scott McKenzie)
19. Going Home Again – 3:37 (Scott McKenzie)
20. Stained Glass Morning – 4:57 (Scott McKenzie)
21. Illusion – 4:49 (Scott McKenzie)
22. Take a Moment – 5:38 (Scott McKenzie)[9]